# Ludwig Weber
Pour les articles homonymes, voir Ludwig Weber (pasteur) et Weber.
Ludwig Weber (né à Vienne le 29 juillet 1899 et  mort dans la même ville le 9 décembre 1974) est une basse autrichienne.

## Biographie et carrière
Ludwig Weber se destine d'abord à l'enseignement et travaille dans l'atelier de peinture et de scénographie d'Alfred Roller, puis il étudie le chant avec Alfred Julius Boruttau, un professeur réputé, avant de commencer sa carrière de chanteur en 1920 à la Volksoper de Vienne. Il se produit ensuite sur les scènes de Wuppertal (1925-1927), Düsseldorf (1927-1932) et Cologne (1932-1933).
De 1933 à 1945, il devient membre de l'opéra d'État de Bavière à Munich, alors dirigé par Clemens Krauss, avec qui il participe à la création de Friedenstag de Richard Strauss, en 1938 (aux côtés de Hans Hotter et Viorica Ursuleac). Ensuite, de 1945 jusqu'à sa retraite (vers 1965), il est rattaché à l'opéra d'État de Vienne, chantant sur cette scène trente-trois rôles au cours d'environ huit cents représentations. À Salzbourg il chante Sarastro (La Flûte enchantée), le Commandeur (Don Giovanni), Osmin (L'Enlèvement au sérail), de 1939 à 1947. C'est à Salzbourg qu'il participe à la création de La Mort de Danton (1947) de Gottfried von Einem.
Reconnu pour ses interprétations wagnériennes, il chante au Festival de Bayreuth de 1951 à 1962, les rôles de Gurnemanz, Hagen, Fasolt, Marke, Titurel, Daland, Pogner, Kothner, Henri l'Oiseleur, « tous anthologiques ». Il apparaît à Paris dans ce répertoire, au Théâtre des Champs-Élysées, dès 1930, ainsi qu'à à la Scala de Milan, à Covent-Garden, au Colón de Buenos Aires, au Mai musical florentin, etc. Outre l'opéra, il donne de nombreux récitals de lieder, et chante aussi dans des oratorios. À partir de 1961, il enseigne le chant au Mozarteum de Salzbourg.
Ludwig Weber possédait une des plus belles voix de basse du XXe siècle : sombre et veloutée, très volumineuse et chaleureuse, et d'une grande endurance. 
De plus, d'une remarquable longévité, il « garda jusqu'au bout la couleur et la dimension magnifiques de sa voix ». Grand chanteur wagnérien et mozartien, il a laissé des interprétations incomparables de Gurnemanz, de Sarastro, du Baron Ochs, mais aussi de Hagen, Fasolt et du Roi Marke. Il chanta aussi les rôles de Rocco (Fidelio), Barak (La Femme sans ombre). Son Boris Godounov, un de ses rôles de prédilection, n'est en revanche conservé au disque que sous forme d'airs isolés. Son successeur en termes de style et de qualités vocales a été Kurt Moll.

## Discographie sélective
- Wolfgang Amadeus Mozart : La Flûte enchantée (Sarastro), Herbert von Karajan (1950)
- Richard Wagner : La Tétralogie (Hagen et Hunding), Wilhelm Furtwaengler, Scala de Milan (1950)
- Richard Wagner : Parsifal (Gurnemanz), Hans Knappertsbusch, Bayreuth (1951)
- Richard Wagner : L'Or du Rhin (Fasolt), Herbert von Karajan, Bayreuth (1951)
- Richard Wagner : Tristan et Isolde (le roi Marke) , Herbert von Karajan, Bayreuth (1952)
- Richard Wagner : Parsifal (Gurnemanz), Clemens Krauss, Bayreuth (1953)
- Richard Wagner : L'Or du Rhin (Fasolt), Clemens Krauss, Bayreuth (1953)
- Richard Strauss : Le Chevalier à la rose (Baron Ochs), Erich Kleiber (1954)
- Richard Wagner : Le Vaisseau fantôme (Daland), Hans Knappertsbusch (1955)

## Sources
- André Tubeuf, dans Les Introuvables du chant wagnérien, L'Avant-Scène opéra, no 67, septembre 1984, p. 161.
- André Tubeuf, dans Les Introuvables du chant mozartien, L'Avant-Scène opéra, no 79/80, septembre/octobre 1985, p. 146-147.
- Guide des opéras de Wagner. Livrets — Analyses — Discographies, sous la direction de Michel Pazdro, Paris, Fayard, coll. « Les Indispensables de la musique », 1998.
- Dictionnaire encyclopédique Wagner, sous la direction de Timothée Picard, Arles, Actes Sud / Paris, Cité de la musique, 2010.
- L’Univers de l’opéra. Œuvres, scènes, compositeurs, interprètes, sous la direction de Bertrand Dermoncourt, Paris, Robert Laffont, coll. « Bouquins », 2012.
- Le Nouveau Dictionnaire des interprètes, sous la direction de Alain Pâris, Paris, Robert Laffont, coll. « Bouquins », 2015.